# Premilamiera
Il premilamiera è un componente essenziale in molte lavorazioni plastiche di lamiere. Il suo utilizzo è necessario laddove si voglia evitare la formazione di grinze, spesso presenti a causa di una forte anisotropia delle lamiere: questo aspetto diviene particolarmente rilevante a causa del precedente processo di laminazione con cui si ottengono le lamiere. 
In un processo di imbutitura il suo utilizzo è fortemente consigliato per processi in cui:

{\displaystyle D-d_{p}>5s}
dove:
- D  è il diametro del blank iniziale;
- dp è il diametro del punzone;
- s  è lo spessore dell'imbutito.

Il valore industrialmente più utilizzato è un'aliquota (1-1,5%)della tensione di snervamento.
Un carico eccessivo del premilamiera comporta il blocco di flusso centripeto del materiale, causando fenomeni di stretching e di lacerazione della lamiera; un carico blando non risolve i problemi di formazione di orecchie (earings): per questo motivo è opportuno eseguire una campagna sperimentale di simulazione numerica per pervenire al valore ottimale che sia un compromesso tra basso assottigliamento ed eliminazione di grinze.